# الطائرة المقاتلة المتوسطة
الطائرة المقاتلة المتوسطة هي طائرة مقاتلة متعددة المهام، ثنائية المحرك من مقاتلات الجيل الخامس  يتم حالياً تطويرها بشكل مشترك بين روسيا والهند ولصالح الهند على أساس اتفاق بين البلدين.
تقوم كلٌ من شركة هندوستان آيرونوتيكس في الهند وشركة سوخوي الروسية بالعمل على تطوير المقاتلة، ويستند تطويرها على طائرات أخرى في القوات الجوية الهندية مثل تيجاس هال وسوخوي هال اف جي اف أي وسوخوي سو- 30 ام كي آي.